# Перес, Франко Марсело
Франко Марсело Перес Портильо (исп. Franco Marcelo Pérez Portillo; род. 1 августа 2001, Хоакин-Суарес, Канелонес) — уругвайский футболист, полузащитник клуба «Рентистас».

## Клубная карьера
Перес — воспитанник клуба «Рентистас». 7 марта 2020 года в матче против «Депортиво Мальдонадо» он дебютировал в уругвайской Примере, в составе последнего. В этом же поединке Франко забил свой первый гол за Рентистас.